# NGC 22

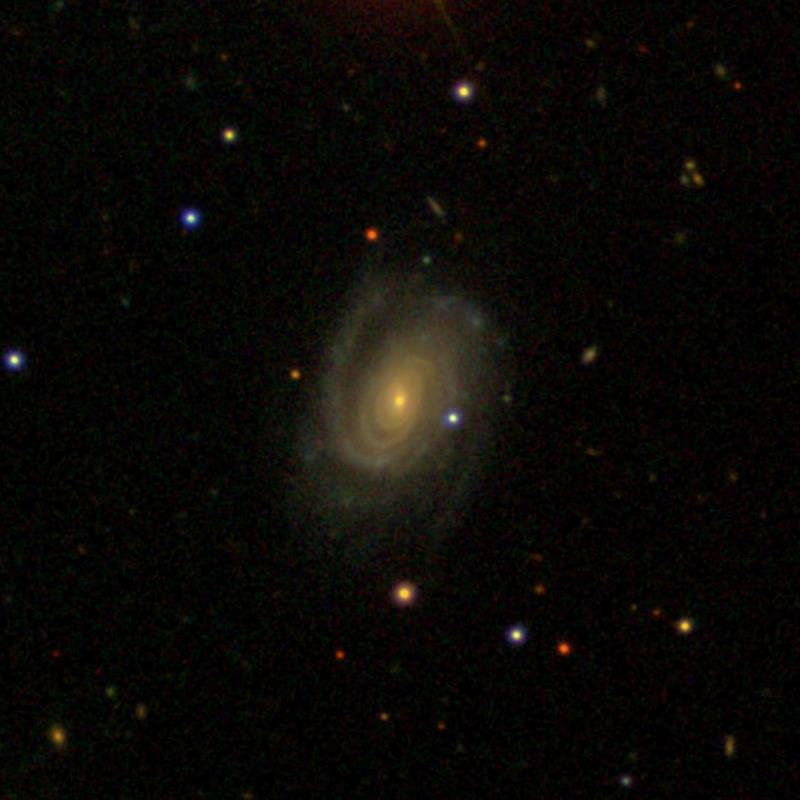
NGC 22

NGC 22是飛馬座的一個漩渦星系。星等為13.8，赤經為9分48.2秒，赤緯為+27°49'58"。在1883年10月2日首次被發現。